# Abyssocottidae
Abyssocottidae är en familj av fiskar som ingår i ordningen kindpansrade fiskar. Enligt Catalogue of Life omfattar familjen Abyssocottidae 24 arter. 
Familjens taxonomiska status är omstridd. Enligt en avhandling från 2014 ska arterna infogas i familjen simpor (Cottidae).
Dessa fiskar lever endemisk i djupa delar av Bajkalsjön. Det vetenskapliga namnet är bildat av de grekiska orden abyssos (utan botten) och kotta (huvud).
Ryggfenan har 3 till 10 stela taggar och 10 till 21 mjuka fenstrålar. Analfenan är uppbyggd av 10 till 21 mjuka fenstrålar. Bukfenan har en tagg och 2 till 4 mjuka fenstrålar.
Släkten enligt Catalogue of Life:
- Abyssocottus
- Asprocottus
- Cottinella
- Cyphocottus
- Limnocottus
- Neocottus
- Procottus